# Мілич
Мілич (пол. Milicz, нім. Militsch) — місто в південно-західній Польщі, на річці Барич.
Адміністративний центр Мілицького повіту Нижньосілезького воєводства. На честь міста були названа найбільша група ставків в Європі-Міличські ставки.

## Демографія
Демографічна структура станом на 31 березня 2011 року:
|          | Загалом | Допрацездатний вік | Працездатний вік | Постпрацездатний вік |
| -------- | ------- | ------------------ | ---------------- | -------------------- |
| Чоловіки | 5744    | 1159               | 4002             | 583                  |
| Жінки    | 6220    | 1047               | 3650             | 1523                 |
| Разом    | 11964   | 2206               | 7652             | 2106                 |

## Історія
і
- авіту.